# جماعة أنصار الفرقان في بلاد الشام
جماعة أنصار الفرقان في بلاد الشام هي جماعة جهادية مسلحة تنشط في سوريا، تأسست في خريف عام 2017 على يد أعضاء سابقين في جيش المهاجرين والأنصار. وبحسب ما ورد كان يقود المجموعة حمزة بن لادن، نجل مؤسس تنظيم القاعدة أسامة بن لادن.

## خلفية
زعمت الجماعة في ميثاقها أنها في حالة حرب مع حكومة بشار الأسد وتركيا والجيش السوري الحر المدعوم من تركيا وروسيا والشيعة والملحدين. كما حدد الميثاق معارضة المجموعة لكل من الحكومات الديمقراطية والشيوعية ومعارضتها لمختلف الحكومات العربية الحالية، ومعظمها علماني. كانت الجماعة قد دعت مختلف الفصائل الجهادية إلى الاتحاد والتركيز على محاربة الأعداء المشتركين، وجندت العديد من المقاتلين الجهاديين المخضرمين من هذه الجماعات في سوريا. يقال أيضا ان المجموعة تضم عددا كبيرا من مقاتلي تنظيم القاعدة من شبه الجزيرة العربية وجنوب آسيا.
بعد تشكيل الجماعة، اعتقلت هيئة تحرير الشام قيادة الجماعة في نوفمبر 2017، وكذلك سامي العريدي الذي ترك هيئة تحرير الشام، الذي كان سابقًا المسؤول الشرعي الأعلى في جبهة النصرة، بعد الاعتقالات اتفقت أنصار الفرقان وهيئة تحرير الشام على عدم التنافس مع بعضهم البعض، حتى إنشاء تنظيم حراس الدين لاحقًا بقيادة العديد من المنشقين عن هيئة تحرير الشام والموالين لتنظيم القاعدة بمن فيهم سامي العريدي.